# Beda
Beda (Comtat de Durham, Northumbria, 672/673 – Monestir de Jarrow, 25 de maig de 735), conegut també com a Beda el Venerable, va ser un monjo benedictí als monestirs de Wearmouth i Jarrow (comtat de Durham). Estudiós de gran prestigi, la seva Historia ecclesiastica gentis Anglorum ('Història eclesiàstica del poble anglès') li va guanyar el sobrenom de «pare de la història anglesa». És venerat com a sant per diverses confessions cristianes.

## Biografia

### Vida
Nascut en terres de l'abadia, no se sap del cert si nasqué a les d'una o les de l'altra; una tradició diferent el fa nascut a Monkton, prop de Jarrow. Probablement era de família benestant, per les seves relacions amb la noblesa. El nom Beda, poc habitual en aquell temps, deriva de l'antic anglès bēd, 'pregària', i podria haver-se-li posat perquè la família ja el destinava a la vida eclesiàstica des del naixement.
Als set anys fou enviat a Wearmouth (a l'actual Sunderland, City of Sunderland, Tyne and Wear, Anglaterra), on fou format per l'abat Benet Biscop, i pel seu successor Ceolfrid. Probablement, quan Ceolfrid fundà el monestir de Jarrow (a Jarrow, prop de Sunderland) en 682, Beda s'hi traslladaria. En 686, una epidèmia posà fi a la vida dels monjos de Jarrow, llevat de dos, segons diu la Vita Ceolfrithi (710), que diu que restaren capaços de continuar els oficis de l'església l'abat Ceolfrid i un noi jove, deixeble seu i en el moment d'escriure's la vida, "sacerdot al mateix monestir", i que sembla que era Beda, llavors amb catorze anys.
Quan tenia 19 anys, fou ordenat diaca pel bisbe de Hexham, anys abans de l'edat mínima per fer-ho (els 25), la qual cosa pot dir que es considerava que tenia una capacitat i una maduresa excepcionals, tot i que no és l'únic cas que l'edat mínima no es respectava. Cap al 702 fou ordenat prevere. Cap al 701 escrigué les primeres obres, De arte metrica i De schematibus et tropis, per a l'ensenyament a l'escola monàstica. Continuà escrivint la resta de la vida, fins a arribar a unes seixanta obres, la majoria conservades. També fou professor a l'escola i cantor del monestir, i col·laborà en la còpia d'algunes de les bíblies escrites a Jarrow.
En 708, alguns monjos de Hexham acusaren Beda d'heretgia per la seva obra De Temporibus. Beda hi calculava l'edat del món i diferia de l'establerta per Isidor de Sevilla, que es considerava canònica. Mentre que Isidor deia que el món tenia 5.000 anys quan va néixer Crist, Beda indicava que només n'eren 3.952. Beda es defensà amb una carta escrita al bisbe de Hexham i als mateixos bisbes. Cap al 706-709, va trobar el bisbe Wilfrid de York, durant l'exhumació del cos d'Æthelthryth, abadessa d'Ely, comentant diverses qüestions teològiques i sobre la vida de l'abadessa.
En 733, Beda anà a York per visitar Ecgbert, que n'era bisbe. També viatjà a Lindisfarne, i probablement viatjà a altres llocs de les Illes Britàniques, pel que diu a la seva correspondència. Beda morí el 26 de maig de 735, dia de l'Ascensió, i fou sebollit a Jarrow.

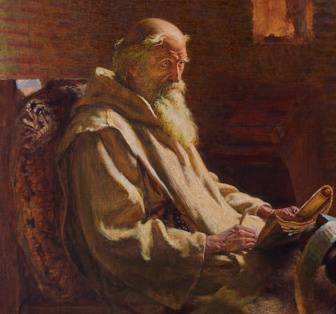
Beda traduint Sant Joan de James Penrose (1862-1932)
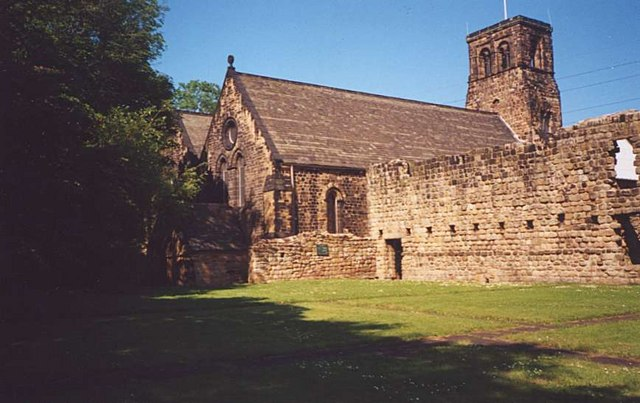
Ruines del monestir de Jarrow
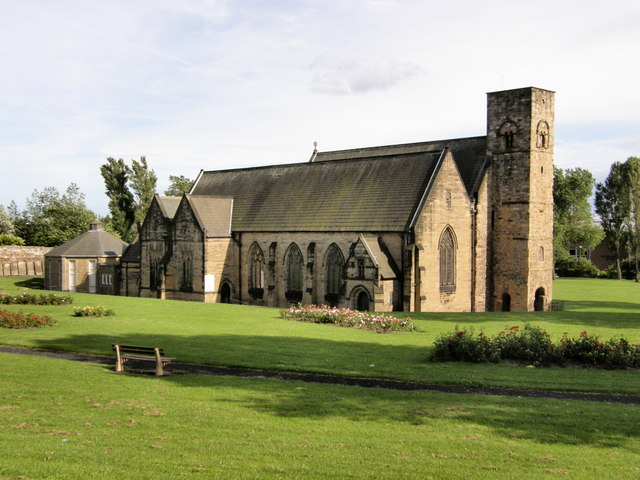
St Peter de Monkwearmouth, antic monestir de Wearmouth
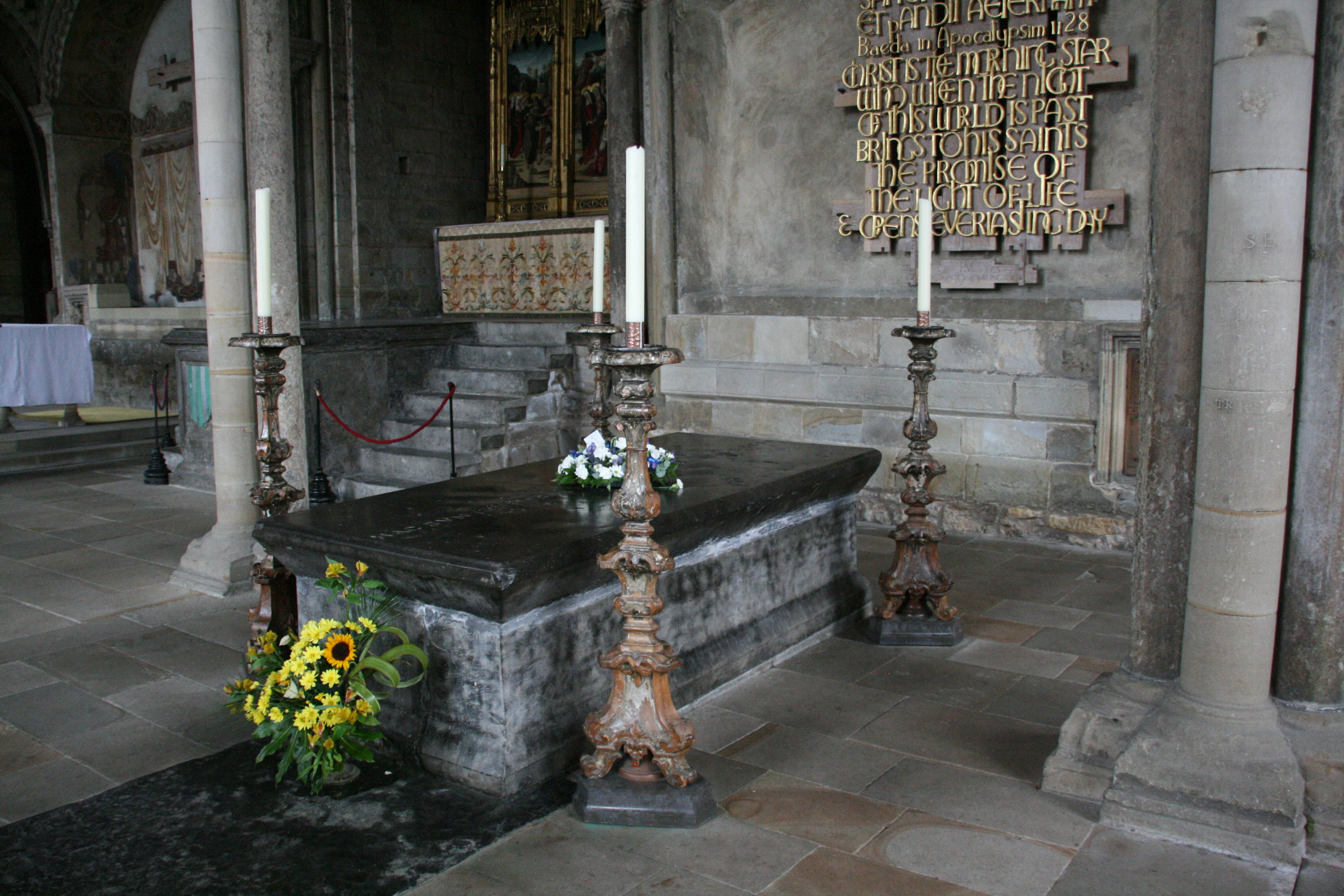
Tomba de Beda a la Catedral de Durham
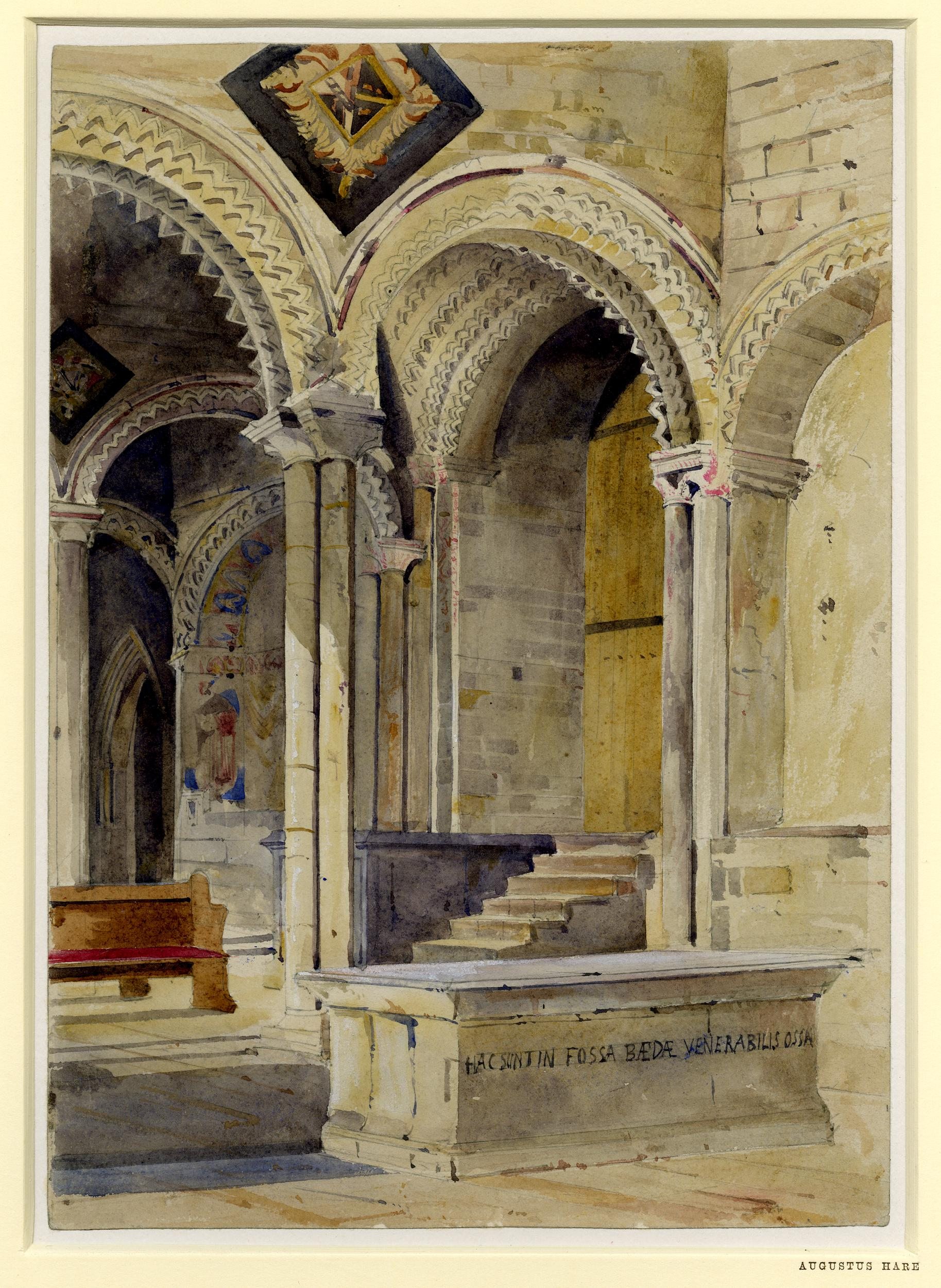
Antiga tomba de Beda, per Augustus Hare, 1863
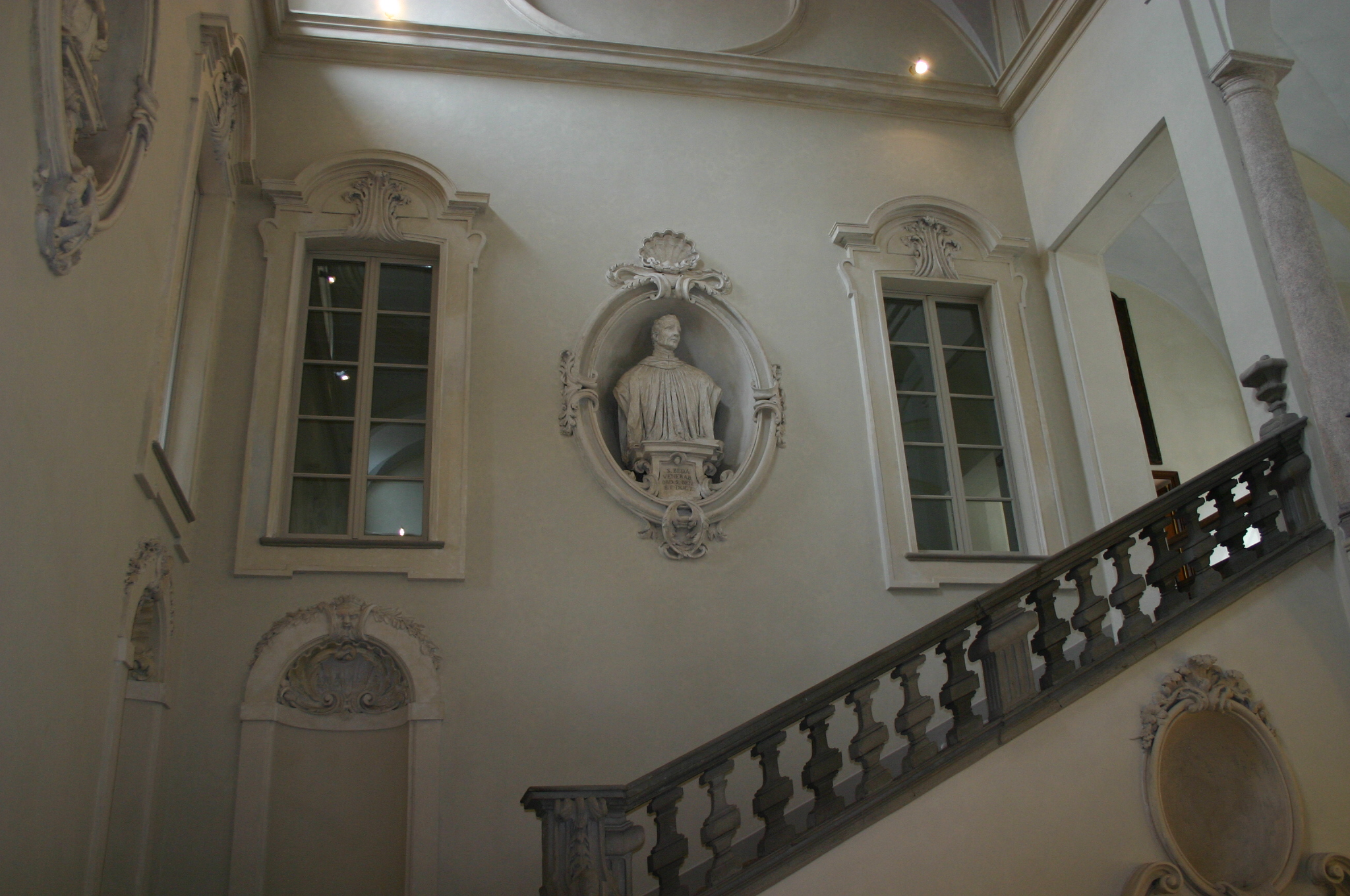
Bust de Beda a San Simpliciano de Milà

## Obres
Beda escrigué obres històriques, teològiques i científiques, sobre disciplines com la música o la mètrica, i l'exegesi bíblica. Utilitza font patrístiques i d'autors clàssics, com Virgili, Lucreci, Plini i d'altres. El seu llatí és clar i senzill.
Les obres històriques de Beda inclouen sovint relats de miracles i llegendes avui considerades inversemblants, però en aquell temps considerades fonts fiables. Ocupa un paper important entre els historiadors de l'alta edat mitjana. Igualment, les seves altres obres conegueren una gran difusió arreu d'Europa i tingueren un paper rellevant en la consolidació del Renaixement carolingi.
La seva obra més coneguda és la Historia ecclesiastica gentis Anglorum o Història eclesiàstica del poble dels angles. Completada cap al 731, l'escrigué amb la col·laboració d'Albí, abat de St Augustine de Canterbury; Beda volia mostrar el creixement i consolidació de l'Església a Anglaterra. En cinc llibres, el primer dona un context geogràfic d'Anglaterra i explica la història d'Anglaterra a partir de la invasió de Juli Cèsar en 55 aC. Passa a l'evangelització de Britànnia, el martiri de sant Albà i la missió de sant Agustí de Canterbury en 597.
El segon llibre parteix de la mort de Gregori el Gran el 604, amb la consolidació del cristianisme a Kent i la seva introducció a Northúmbria, acabant amb la mort d'Edwin de Northúmbria pel rei de Mèrcia el 632. El tercer parla de l'evangelització de Northúmbria amb Osvald i Oswiu de Northúmbria, amb el sínode de Whitby. El quart comença amb la consagració de Teodor com a bisbe de Canterbury i l'inici de l'evangelització del regne de Sussex. El cinquè explica l'època de Beda, amb les missions a Frísia i el conflicte sobre la datació de la Pasqua.

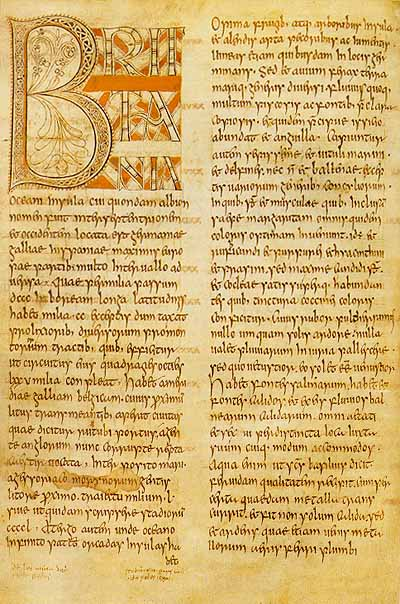
Full del manuscrit de la Història de Beda (Sant Petersburg, Bib. Nacional de Rússia, lat. Q. v. I. 18).

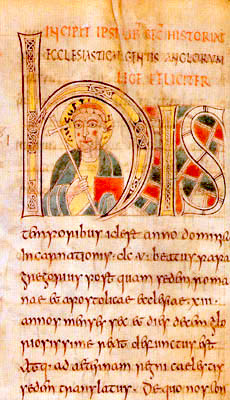
Manuscrit de la Història de Beda del s. VIII, el més antic conservat (Sant Petersburg, Bib. Nacional de Rússia, lat. Q. v. I. 18).

### Llista d'obres

#### Comentaris bíblics
- Commentarium in Acta Apostolorum
- Retractatio
- In Apocalypsim
- In epistulas catholicas
- In epistulas paulinas
- In Ezram et Neemiam
- In Genesim
- In pregariam Habacuc
- In evangelium Lucae
- In evangelium Marci
- In Proverbia
- Quaestiones XXX
- In Samuelem
- In Canticum canticorum[10]
- De Tabernaculo
- De Templo Salomonis[11]
- In Tobiam

#### Hagiografies
- Vita sancti Anastasii (perduda)
- Vita sancti Felicis
- Vita sancti Cuthberti (en vers i en prosa)
- Martyrologium

#### Obres històriques
- Historia ecclesiastica gentis Anglorum, acabada el 731
- Historiam abbatum monasterii huius (Història dels abats de Jarrow) — 725 - 731[12]

#### Tractats educatius
- De arte metrica (De l'art de la mètrica)
- De schematibus et tropis (De les figures i els trops)[13]
- De orthographia[14]

#### Tractats científics

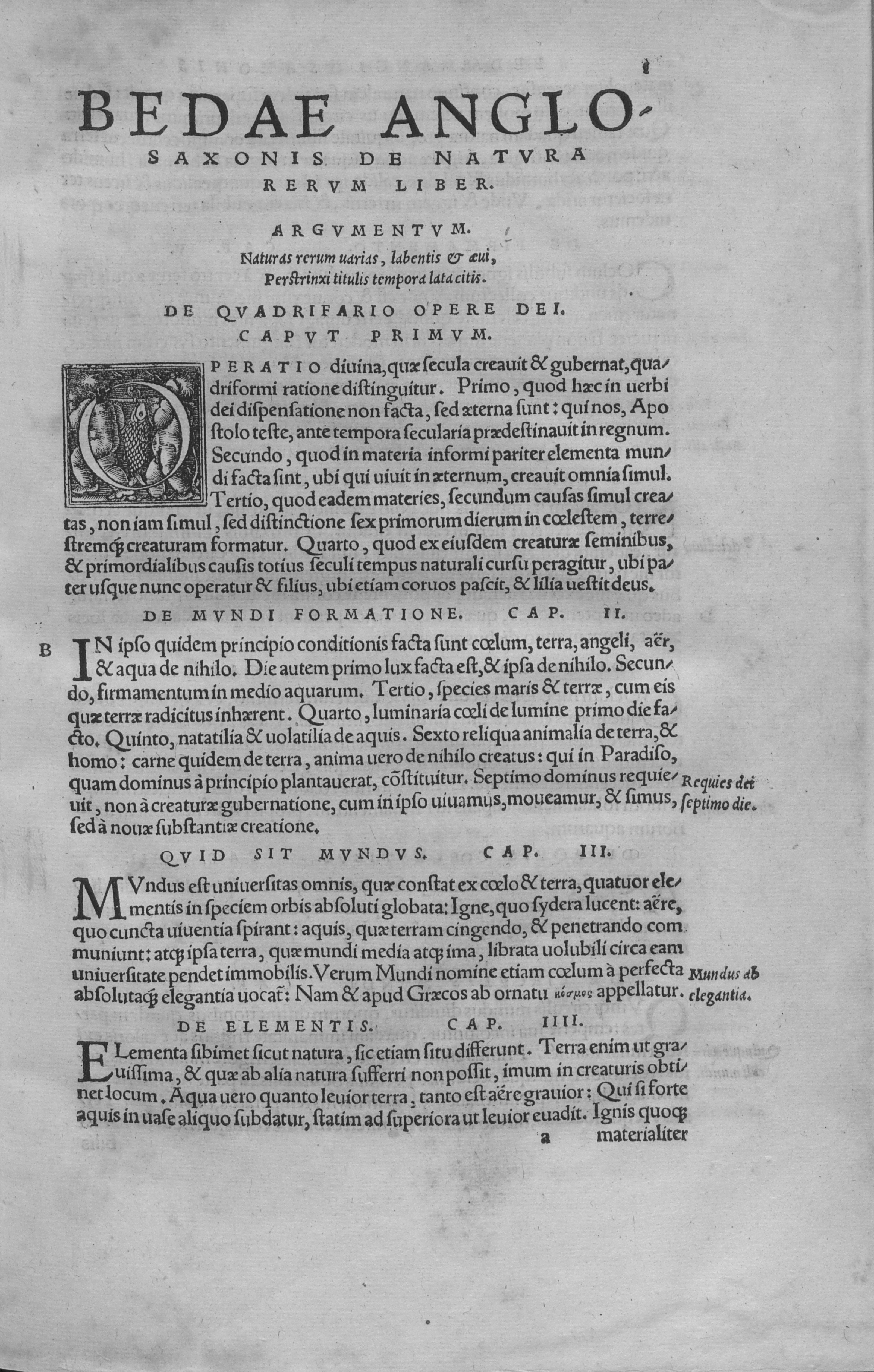
De natura rerum, 1529

- De natura rerum (De la naturalesa de les coses), ca. 703
- De temporibus (Del temps), 703
- De temporum ratione (Del còmpute del temps), 725

A més, escrigué moltes cartes i poemes.

## Veneració
Enterrat a Jarrow, les seves restes foren traslladades a la Catedral de Durham el 1020 i col·locades a la tomba de sant Cutbert de Lindisfarne. La tomba fou profanada el 1541; les restes trobades foren enterrades a la Galilee Chapel de la catedral, i el 1870 es portaren a la tomba actual.
Fou conegut durant segles com Beda el Venerable, des del segle ix, fins que fou canonitzat per l'Església catòlica el 1935. No hi ha evidència que hi hagués culte a Beda al segle viii. La seva veneració fou difosa a Europa per Bonifaci de Fulda i Alcuí de York, que empraven sovint les seves obres teològiques i el consideraven un exemple a seguir. El culte a Beda a Anglaterra es consolidà durant la revifalla monàstica del segle x, i ja era molt difós al XIV. El bisbe de Worcester li dedicà una església el 1062.
El 1899 fou declarat Doctor de l'Església, i el mateix any fou inclòs al calendari general romà, però no fou canonitzat fins al 1935, confirmant-ne el culte immemorial.
És citat per Dante Alighieri, que el col·loca al Paradís (Commedia, "Paradiso" X.130), entre els teòlegs i doctors de l'Església, amb Isidor de Sevilla i Ricard de Sant Víctor.